# Rathmore (stacja kolejowa)
Rathmore (ang: Rathmore railway station) – stacja kolejowa w miejscowości Rathmore, w hrabstwie Kerry, w Irlandii. Znajduje się na Mallow – Tralee. Została otwarta w 1854 roku. 
Stacja jest zarządzana i obsługiwana przez Iarnród Éireann.

## Linie kolejowe
- Mallow – Tralee